# Guntier de Bretaña
San Guntier de Bretaña (también Gurthiern, Guthiern, Gunthiern, Gunthiernus) fue un príncipe galés que, según la Vita sancta Gurthierni, se convirtió en eremita en Bretaña, donando todas sus posesiones y se dedicó a una vida austera. Fundó la abadía de Kemperle (hoy Quimperlé) entre el Isol y los ríos Wile. 
Según la tradición, el príncipe Guerech I de Vannes acudió en solicitud de su ayuda para que aplacara una plaga de insectos que amenazaban sus cultivos. 
Durante las invasiones normandas, el cuerpo de San Guntier fue trasladado a la isla Groix, donde estuvo hasta el siglo IX. Posteriormente, se devolvió el cuerpo a la abadía de Kemperle que pertenece hoy a la orden benedictina. Su festividad en el santoral es el 3 de julio